# Горленко (дворянский род)
Горленко — русский дворянский род, происходящий из казацкой старшины Гетманщины.
Родоначальник его, Лазарь Фёдорович Горленко, полковник прилуцкий, был убит 2 августа 1687 г. взбунтовавшимися казаками своего полка. Сын его Дмитрий — наказной гетман казацких войск во время Северной войны.
В середине XVIII в. двое Горленко были поочередно генеральными судьями Малороссии. Из правнуков родоначальника Иоаким Андреевич (1705—1754), епископ Белгородский, причтён церковью к лику святых.
Старшая ветвь рода Горленко угасла, и фамилия Горленко передана в 1876 г. князю Абашидзе, умершему без потомства мужеского пола. Другие ветви этого рода внесены в II, III и VI части родословной книги Курской, Полтавской и Черниговской губерний.

## Описание герба
В щите, имеющем голубое поле, изображена летящая вниз серебряная стрела и по сторонам неё находятся по две серебряные же шестиугольные звезды.
Щит увенчан дворянскими шлемом и короной. Нашлемник: три страусовых пера. Намёт на щите голубой, подложенный серебром. Герб рода Горленков (Горленок, Горленки) внесён в Часть 5 Общего гербовника дворянских родов Всероссийской империи, стр. 107. Герб князя Абашидзе-Горленко внесен в Часть 14 Общего гербовника дворянских родов Всероссийской империи, стр. 5.